# Discosomaticus distinctus
Discosomaticus distinctus is een hooiwagen uit de familie Cosmetidae.